# Еш Кетчум
Еш Кетчум — головний герой аніме-серіалу «Покемон». Його мрія — стати найкращим тренером покемонів. Прізвище — Кетчум походить від слогана серіалу «Gotta Catch 'Em All» (Спіймати їх всіх). У японської версії серіалу його звуть Сатосі — він названий на честь творця бренду «Покемон» Сатосі Тадзірі.

## Концепція та створення
Названий на честь творця Сатоші Таджірі. Ім'я Сатоші можна сприймати як «мудрість» або «розум». Персонаж був розроблений Кеном Сугіморі та Ацуко Нісідою [  і мав на меті відобразити одержимістю Таджірі в дитинстві полюванням на жуків. Під час локалізації обох для північноамериканської аудиторії ім’я персонажа в аніме було змінено  на «Еш Кетчум», ім’я, узяте з одного з можливих імен за замовчуванням, які гравці могли вибрати для персонажа гравця в Pokémon Red and Blue , а також прізвище прив’язуючись до колишнього лозунгу (і відродженого Pokémon XY) для серії «Потрібно зловити їх усіх!» ("ポケモンGETだぜ!", "Pokémon getto da ze!").
Таджірі зазначив в інтерв’ю, що між японською та американською реакцією на серіал японські споживачі зосередилися на персонажі Пікачу, тоді як США купили більше предметів із зображенням Еша та Пікачу, його покемонів разом. Він заявив,що персонаж представляє концепцію франшизи, людський аспект і є необхідністю.  Персонаж отримав суперника на ім'я Гері Оук ( Шігеру Окідо в японській версії, на честь кумира/наставника Таджірі, легенди Nintendo Сігеру Міямото ), на основі синього суперника Ред.. В інтерв'ю Таджірі відзначив контраст між відносинами героїв в іграх та аніме; якщо в іграх вони були суперниками, то в аніме Сігеру представляв господаря Сатоші. Коли його запитали, чи буде Сатоші зрівнятися з Сігеру чи перевершить його, Таджірі відповів: "Ні! Ніколи!"  Дизайн персонажів Еша спочатку контролювався Саюрі Ічіші, якого замінив Тошія Ямада під час сюжетної арки «Діамант і перлина ». Еш отримав редизайн в найкращих побажаннях! серії, яка включала більші коричневі іриси. У серії XY він отримав незначні зміни, наприклад, зменшився розмір «родимок» на його щоках. Еш отримав капітальну переробку дизайну Сонця та Місяцяаніме-серіал, який стартував в Японії 17 листопада 2016 року.

## Подорожі Еша

### Початок подорожі
Коли Ешу виповнюється 10 років, він отримує право тренувати покемонів. У його рідному місті Алабастія (Паллет) Професор Оук готує для майбутніх тренерів трьох покемонів на вибір — Чармандера, Сквіртла і Бульбазавра. Але Еш, проспавши, запізнюється роздачу покемонів. Біля лабораторії він зустрічає Гарі Оука, онука професора, який стає головним суперником Еша в сезонах 1-5. Врешті-решт, коли Еш добирається до лабораторії, виявляється, що покемонів у професора не залишилося. Щоб не засмучувати його, Оук дає Ешу найбуйнішого покемона в його лабораторії — Пікачу.
Спочатку Пікачу його недолюблює і не слухається наказів Еша, зокрема не бажає повертатися в покебол, як всі ручні покемони. Намагаючись спіймати покемонів без його допомоги, Еш зрештою наривається на зграю диких Спіроу — агресивних покемонів-птахів. Еш і Пікачу змушені тікати. Зрештою, Спіроу заганяють їх у глухий кут — Еш з Пікачу стрибають з водоспаду. Їх виловлює дівчина Місті, що рибалила на березі річки. У спробі врятувати ослабленого і пораненого Пікачу Еш викрадає її велосипед.
Еш їде в місто Вертанію, де є Центр Покемонів — там можуть вилікувати заклюваного Спіроу Пікачу. Але починається гроза і Еш, невдало з'їхавши з гірки, падає з велосипеда і упускає Пікачу. Коли Спіроу наздоганяють їх, Еш просить Пікачу зайти в покеболл, щоб він зміг вижити. Еш закриває собою Пікачу і той, здивований самовідданістю Еша, використовує «Удар Блискавки», розігнавши цим Спіроу і розплавивши велосипед Місті. Однак атака забрала в нього багато сил. Еш з Пікачу бачать гігантського рідкісного покемона-птицю Хо-оха, що за повір'ям робить щасливим того, хто його побачить. Пізніше в серіалі з'ясується, що тільки Еш є по-справжньому талановитим тренерам покемонів.
Діставшись до Вертанії, Пікачу залишається в Центрі Покемонів, де його лікує Сестра Джой. Тут же його наздоганяє розгнівана Місті — вона хоче, щоб він заплатив за поламаний велосипед. Але тут до Центру вривається Команда R — Джессі, Джеймс та Мяут. Вони прагнуть викрасти всіх, особливо рідкісних, покемонів. Еш і Пікачу зупиняють їх — Пікачу генерує незвичайно потужний удар електрикою. З тих пір Команда R полює за Ешем та Пікачу протягом всього серіалу, сподіваючись отримати винагороду від їхнього боса, і кожного разу зазнають невдачі.

### Подорож по Канто
Еш та Місті йдуть через Вертанський ліс, де Еш ловить Катерпі та Піджіотто. Місті з Ешем постійно сваряться, одна з причин в тому, що Катерпі — комаха, які для Місті огидні. Тут же Катерпі еволюціонував спочатку в Метапода, а потім і в Баттерфрі.
Минаючи Вертанскій ліс, Еш йде в П'ютер, де хоче битися з тутешнім Лідер стадіону — Броком, тренером кам'яних покемонів. Брок виставляє Онікса, а Еш — Пікачу. Еш програє, оскільки не врахував, що електричні атаки Пікачу не діють на Онікса. Після програшу до Еша підходить незнайомець, який говорить йому, що Брок міг би більше, якби не багато молодших братів та сестер. Він повинен про них піклуватися, тому що їх батько пішов у подорож тренувати покемонів. Також він пропонує Ешу посилити Пікачу на гідроелектростанції.
Після цього Еш повертається на стадіон до Брока. Після гідроелектростанції удари блискавки Пікачу стали сильнішими та запалюють вогонь в залі. Протипожежна сигналізація починає його гасити і Онікс слабшає — кам'яні й земляні покемони слабшають від води. До того ж, вода проводить електрику, і Онікс програє. Еш отримує Кам'яний значок — його перший суттєвий крок у Лігу Покемонів. Раптово з'являється незнайомець — з'ясовується, що він і є батько Брока. Брок, залишивши батькові стадіон і братів із сестрами, йде з Ешем.
Пройшовши через Місячну Гору, Еш, Місті та Брок доходять до Церуліна. Місті не хоче повертатися в місто і тікає. Брок вирішує оглянути місцевістьі на час відокремлюється від Еша. Еш йде на стадіон Церуліна, де його зустрічають три сестри Дейзі, Віолет та Лілі (лідери стадіону) і хочуть вже віддати Ешу Каскадний значок, але тут з'являється Місті і каже, що є четвертою сестрою і не дасть Ешу значок, поки він її не переможе. Еш її перемагає та завойовує Каскадний значок.

### Після Ліги Індіго
Увійшовши в ТОП 16, в Лізі Еш з друзями вирушив на Помаранчеві острови. Професор Оук просить їх забрати у професора Айві і привезти йому дивний покебол, згодом відомий як GS-бол. По прибуттю на місце вони забирають покебол, але там залишився Брок. У 86 серії до Еша та Місті приєднується молодий спостерігач покемонів Трейсі. Еш ловить ЛапрасаЕіш дізнається про турнір, що проводиться на Помаранчевих островах. Щоб брати участь у фінальній битві, він повинен буремогти чотирьох тренерів: Сіссі, Денні, Руді та Луана.
Бої на островах проходять в незвичайній формі — покемони змагаються в силі та спритності в різних дисциплінах. Першим суперником Еша стає Сіссі і її Сідра та Бластойз. Проти них він виставляє Сквіртла та Лапраса. Еш здобуває перемогу і завоювує значок Коралове око.
Другим супротивником стає Денні і його покемони: Нідоквін, Скайтер, Мачок, Джеодуд та Електрод. Еш навіть не підозрювє, що Денні — лідер стадіону. У цьому змаганні Ешу слід видертися на високу гору, побудувати крижаний човен і спуститися вниз по схилу. І з цим змаганням Еш допомагають впоратися Лапрас, Пікачу, Бульбазавр, Чарізард і Сквіртл. Так юний тренер завойвує Рубіновий значок.
Далі Еш відправився за Спіральним значком. Йому протистоять Руді і його команда Екзегутор, Електобазз та Стармі. Проти них Еш виставляє Пікачу, Бульбазавра та Сквіртла, здобуваючи перемогу.
Остання битва відбувається за Нефритовий значок. Еш бореться з Луаном в подвійній битві проти Алаказама та Маровака, він виставляє Чарізарда та Пікачу. Хоч така битва була в новинку для Еша, він виграє і цей значок.
Після завоювання всіх значків Еш, Місті та Трейсі вирушають на острів Помелло, щоб битися з Дрейком — найсильнішим тренером на Помаранчевих островах. У повній битві 6 на 6 Еш використовує Пікачу, Сквіртла, Бульбазавра, Лапраса, Тороса та Чарізарда проти покемонів Дрейка: Дітто, Онікса, Генгара, Венозавра, Електобазза та Драгона. Еш все-таки здобуває перемогу і записується до Залу Слави Помаранчевих островів.

### Подорож в Джото
Еш, Місті, Трейсі повертаються в Паллет-таун, щоб віддати GS-бол професору Оуку, де їх чекає несподіванка. Брок повертається назад — щось сталося у нього з професором Айві, але ніхто нічого не знає. Провівши кілька днів у Палетті, Оук повідомляє, що не знає що це за покебол і просить їх віднести його до Курта, майстра покеболів. Він живе в регіоні Джото, а це означає, що почнеться нова подорож і зустрічі з новими покемонами. Трейсі лишається з професором Оуком, щоб йому допомагати, а Брок знову вирушає з Місті та Ешем. По прибуттю в Джото Еш і компанія відвідують професора Елма, від нього вони дізнаються про 3-х нових покемонів, яких дають тренерам-початківцям. Це: трав'яний покемон — Чікоріта, водяний — Тотодайл і вогненний — Сіндаквіл.

### У «Алмазах і перлах»
Після перемоги в Бойовому рубежі, Еш вирушає в регіон Сінно, щоб зловити нових покемонів і взяти участь в Лізі. З собою він бере тільки Пікачу та Ейпома. Однак, поки Еш плив на кораблі в Сінно, Команда R викрадає Пікачу, а Еш і Ейпомом кидаються шукати їх. Еш знаходить Брока і ловить Старлі. Згодом вони вперше зустрічають Доун, яка знайшла Пікачу. Значно пізніше Еш знайомиться з Полом, тренером покемонів, і той викликає Еша на бій.

## Нагороди

### Канто
- Кам'яний — компанія виграла у Брока (місто Пьютер)
- Каскадний — компанія виграла у Місті (місто Церулін)
- Громової — компанія виграла у Сержа (місто Вермілліон)
- Золотий — компанія виграла у Сабріни (місто Шафран)
- Райдужний — компанія виграла у Еріки (місто Селадон)
- Серця — компанія виграла у Когі (місто Фуксія)
- Вулканічний — компанія виграла у Блейна (місто Сіннабар)
- Земляний — компанія виграла в Джованні (якщо бути точним, то самого тренера на момент битви за значок на стадіоні не було, його замінювали його підлеглі: Джессі і Джеймс) (місто Вірідіан)

### Помаранчеві острови
- Коралове Око — компанія виграла у Ціссі (острів Міка)
- Водяний Рубін — компанія виграла у Данні (Центральний острів)
- Гостра Раковина — компанія виграла у Руді (острів Травіта)
- Нефритова Зірка — компанія виграла у Луани (острів Камкват)

### Джото
- Зефірний — компанія виграла у Фалкнера (місто Вайлет)
- Вулика — компанія виграла у Багсі (місто Азалія)
- Простий — компанія виграла у Уїтні (місто Голдерод)
- Туманний — компанія виграла у Морті (місто Акротік)
- Штормовий — компанія виграла у Чака (місто Ціанвуд)
- Мінеральний — компанія виграла у Жасмін (місто Олавайн)
- Крижаний — компанія виграла у Прайса (місто Махагані)
- Висхідний — компанія виграла у Клер (місто Блекторн)

### Хоен
- Кам'яний — компанія виграла у Роксанна (місто Растборо)
- Ударний — компанія виграла у Броулі (місто Дьюфорд)
- Динамічний — компанія виграла у Вотсона (місто Маувіль)
- Тепловий — компанія виграла у Фланнері (місто Лаварідж)
- Балансу — компанія виграла у Нормана (місто Петалбург)
- Погодний — компанія виграла у Вінони (місто Фортрей)
- Пам'яті — компанія виграла у Тейта і Лізи (місто Моссдіп)
- Дощовий — компанія виграла у Хуана (місто Сотополіс)

### Символи Бойового рубежу
- Символ Знання — компанія виграла у Ноланда
- Символ Сили — компанія виграла у Грети
- Символ Тактики — компанія виграла у Такера
- Символ Удачі — компанія виграла у Люсі
- Символ Духа — компанія виграла у Спенсера
- Символ Здібностей — компанія виграла у Анабель
- Символ Хоробрості — компанія виграла у Брендона

### Сінно
- Вугільний — компанія виграла у Роарка (місто Оребург)
- Лісовий — виграний У гарденії (місто етерніт)
- Цегляний — компанія виграла у Мейлін (місто Вейлстоун)
- Болотний — компанія виграла у Вейк (місто Пасторія)
- Реліктовий — компанія виграла у Фантіни (місто Хартхоум)
- Шахтові — компанія виграла у Байрона (місто Кеналайв)
- Льодовиковий — компанія виграла у Кендайс (місто Сноупоінт)
- Сигнальний — компанія виграла у Волкнера (місто Саннішор)

### Юнова
- Потрійний — компанія виграла у Пода, Корна і Дент (місто Саньо)
- Початковий — компанія виграла у Арое (місто Шиппа)

## Покемони Еша
- Пікачу — Стартовий покемон Еша. Знаходиться в команді Еша постійно. Після того, як Еш захистив Пікачу від Спіроу, вони стали найкращими друзями.
- Пидов
- Ошавот
- Тепіг
- Снайві
- Дзуруггу
- Куруміру

## Покемони у професора Оука
- Бульбазавр — спійманий в 10 серії. Протягом подорожі з Ешем показав себе як сильний і трохи впертий покемон. Добре бився в лізі індиго і в Помаранчевих островах. Відмовився від еволюції в Айвізавра в 51 серії. Після затримання трав'яний альтернативи — Чікоріти, Еш вже рідше посилав його на битви. У 227 серії залишився у професора Оука стежити за порядком у лабораторії. У 270 серії брав участь у другому поєдинку ліги Джото, проти суперника Еша на ім'я Джексон, побивши його покемонів (Джексона) Магнетона та Мегеніума (останнього вдалося перемогти в нереальній сутичці, тим більше напередодні Мегеніум та Бульбазаур, не поділивши яблуко, влаштували битву в парку, на щастя все обійшлося. Тим не менше, на полі бій вівся з усіх сил, що й призвело до нічийного результату між Ешем та Джексоном). Також Бульбазавр бере участь в останній битві за сьомий символ Бойового кордону в 465 і 466 серії 9 сезону.
- Краббі-->Кінглер — спійманий в 13 серії. Практично весь час проводить в лабораторії професора Оука. У 75 і 76 серії Брав участь в лізі Індиго, і перший переміг усіх суперників чудового Менді — Екзегутора, сидр і Голбата в водному стадіоні. Після нерівній битві з Екзегутором еволюціонував в Кінглера. У крижаному стадіоні бився проти Клойстера і Арканайна (програв останньому). Брав участь у битві проти Місті в 5 сезоні, але програв її Псідаку, схопивши того неакуратно за голову. Не зміг брати участь в лізі Джото через травму, отриману від вибуху Волторбов (269 серія).
- Мак — спійманий в 30 серії. Через запах відразу ж був переданий в лабораторію професора Оука, де і проводив весь час. Яскраво висловлював свою любов до професора, просто накидаючись на нього. Брав участь в лізі Індіго в 4 раунді, побивши останнього покемона Жанет — Белспроута.
- Торос
- Снорлакс
- Херакросс
- Чікоріта--> бейліфа
- Сіндаквіл--> Квілава
- Тотодайл
- Ноктаул
- Фенпі--> Донфан
- Тейлоу--> Свеллоу
- Трікко--> Гровайл--> Скептайл
- Корфіш
- Торкол
- Снорант--> Глейлі
- Чімчар--> Монферно--> Інфернейп
- Старлі--> Старевія--> Стараптор
- Буізель
- Тортвіг--> Гротл--> Тортерра
- Гіблі

## Відпущені та обміняні
- Катерпі--> Метапод--> Баттерфрі
- Піджеотто--> Піджеот
- Лапрас
- Ейпом
- Ратікейт

## Покемони на тренуванні в інших тренерів
- Праймейп
- Сквіртл
- Чармандер--> Чармелеон--> Чарізард
- Глайгер--> Глайскор